# Antero da Palma Carlos
Antero Manuel Guimarães da Palma Carlos (Lisboa, 21 de março de 1933 — Lisboa, 28 de março de 2019), também conhecido como pai da imunoalergologia em Portugal, foi o médico responsável pela criação da especialidade em Portugal.
Foi fundador do centro de diagnóstico e tratamento em alergologia, imunologia clínica e medicina interna.

## Biografia
O Professor Palma Carlos era filho de Adelino da Palma Carlos, primeiro-ministro do I Governo Provisório após o 25 de Abril, e de Elina Guimarães, jurista, escritora e ativista dos direitos das mulheres. 
Era casado com Maria Laura Palma Carlos, investigadora de imunologia e coordenadora desta área na Universidade de Lisboa. Era presidente da Gaill, cujo secretário-geral era o Professor Palma Carlos, desde 1976, tendo cessado as suas funções como presidente em outubro de 2016, durante o 46.º encontro da Gaill (Grupo de Alergia e Imunologia em Línguas Latinas), que teve lugar em Vila Viçosa, no Alentejo.
Morreu a 28 de março de 2019, em Lisboa, aos 86 anos.

## Carreira
O Professor Palma Carlos foi um Professor Catedrático de Imunologia e Medicina da Faculdade de Medicina da Universidade de Lisboa, fundador e diretor da primeira unidade de Imunoalergologia do país, no Hospital de Santa Maria, em Lisboa, possibilitando a formação de Especialistas que vieram a fundar Unidades e Serviços em todo o país.
Exerceu funções de Direção, no Colégio da Especialidade de Imunoalergologia, na Sociedade Portuguesa de Alergologia e Imunologia Clínica no “Board of Allergology da UEMS” na “European Academy of Allergy and Clinical Immunology, na Interesma.
Com um espírito científico incansável, grande profissionalismo e detentor de um elevado talento foi autor de cerca de 800 artigos científicos.
Ficou ainda conhecido pelo seu espírito humanista, notabilizou-se não só da área da medicina mas também na intervenção cívica, artística e cultural.
De acordo com o repositório da Universidade de Lisboa Antero da Palma Costa foi discípulo de Armando Dupla Soares e da escola Polivalente, tendo tido uma valiosa contribuição em diversos organismos internacionais que deu visibilidade à alergologia nacional. 
Dados académicos e profissionais
Entre inúmeros cargos que exerceu destaca-se:
1968-74 Bibliotecário da Sociedade Portuguesa de Hematologia
1968-75 Secretário da Sociedade de Medicina Laboratorial 
1978-81 Presidente da Sociedade Portuguesa de Alergologia e Imunologia Clínica 
1980-83 Vice-presidente da European Academy of Allergology and Clinical Immunology 1981-87 Secretário-Geral da Sociedade Portuguesa de Hematologia 
1981-84 Presidente da Sociedade Luso-Brasileira de Alergia e Imunologia 
1982-00 Presidente dos Congressos Europeus de Alergologia e Imunologia Clínica 
1987-90 Vice-Presidente da Sociedade Portuguesa de Alergologia e Imunologia Clínica 1989-92 Presidente da Foundation for Allergy Research in Europe 
1989-95 Perito Conselheiro da Associação Mundial de Pediatria 
1990-93 Presidente da Sociedade Portuguesa de Alergologia e Imunologia Clínica 
1991 Presidente do Congresso Europeu Interasma 
1993-97 Presidente da Sociedade Luso-Brasileira de Alergia e Imunologia 
1995 Membro da Academia Portuguesa de Medicina 
1995-01 Presidente do Comité de Ensino e Especialidade da Academia Europeia 
1997-99 Presidente do Comité de Treino World Allergy Organization

## Prémios
2º Prémio Pfizer 
Menção Honrosa do Prémio Pfizer 
Prémio Dohme
2 Prémios Dohme-Hollister-Stier
2 Prémios Dagra 
2 Primeiros prémios do Congresso Europeu de Asma (2 vezes)

## Trabalhos publicados
Publicou inúmeros trabalhos entre eles: 
1969- A regulação da biossíntese das porfirinas e do heme
1982-  Alergologia e Imunologia Clínica
1986- Imunologia
1986- Manual de imuno-alergologia
1989- Manual de imunologia
1994- Imunologia : temas de atualidade
1999- Dicionário de alergias
2002- Medical mycology (Candidiasis)
Paralelamente à sua carreira profissional dedicou-se de alma e coração ao aprofundamento do conhecimento da ópera tendo publicado: “A flauta mágica”